# Korsičtina
Korsičtina (Corsu) je románský jazyk, používaný na Korsice spolu s francouzštinou, jež je oficiálním jazykem. Podobným dialektem hovoří také mluvčí v oblasti Gallury na Sardinii. V mnoha prvcích je velmi podobná italštině a částečně také italským dialektům Toskánska. Mnoho lingvistů ji tak považuje za poddialekt toskánského dialektu.

## Popis
Podle klasifikace UNESCO hrozí korsičtině v současnosti nebezpečí vymření. V nedávných letech byla proto v rámci diskusí o větší autonomii Korsiky probírána i témata ochrany jazyka.
Zahrnuje několik dialektů: severní korsičtinu, používanou v oblasti Bastie a Corte, a jižní korsičtinu z okolí měst Sartene a Porto-Vecchio. Přechodem mezi nimi je dialekt používaný v okolí hlavního města Korsiky (a rodiště Napoleona Bonaparta) Ajaccia. Dialekty z Calvi a Bonifacia mají blízko k janovskému dialektu italštiny, známému také jako ligurština.
Na Sardinii v oblasti Gallury včetně města Tempio Pausania a ostrova La Maddalena je používána „gallurština“, jež je přechodovým dialektem příbuzným jižní korsičtině.
Korsičtina je nosnou složkou korsické kultury, která je velmi bohatá na přísloví. V korsickém jazyce vznikla také rozmanitá vícehlasá písňová tvorba, jejíž tradice sahá až do 16. století a vychází z kořenů podobných tradicím na italské pevnině.

## Příklady

### Číslovky
| Korsicky | Česky |
| unu      | jeden |
| dui      | dva   |
| trè      | tři   |
| quattru  | čtyři |
| cinque   | pět   |
| sei      | šest  |
| sette    | sedm  |
| ottu     | osm   |
| nove     | devět |
| dece     | deset |

## Vzorový text
Otčenáš (modlitba Páně):
Patre nostru chì sì in celu,
Ch'ellu sia santificatu u to nome;
Ch'ellu venga u to regnu;
Ch'ella sia fatta a to vuluntà,
In terra cum'è in celu.
Dacci oghjeghjornu
u nostru pane cutidianu;
È rimettici i nostri debiti,
Cum'è no i rimittimu
à i nostri debitori;
Ùn ci lascia cascà in tentazione,
Ma francaci da u male.
Amme (è cusì sia).

### Všeobecná deklarace lidských práv
| korsicky | Nascenu tutti l'Omi liberi è pari in dignità è diritti. Sò dutati di ragiò è di cuscenza è li tocca à agisce trà di elli di modu fraternu. |
| česky    | Všichni lidé se rodí svobodní a sobě rovní co do důstojnosti a práv. Jsou nadáni rozumem a svědomím a mají spolu jednat v duchu bratrství. |